# 金莓
金莓（英語：Goldberry）是托爾金奇幻小說中的人物，在《魔戒》和《湯姆·龐巴迪歷險記》登場。又稱「河之女」，為湯姆·龐巴迪之妻。

## 生平
在托爾金於1934年發表的詩作《湯姆·龐巴迪歷險記》中描述了金莓如何被湯姆·龐巴迪逮到，並與之結婚的歷程。
|                | 她有著一頭豐潤及肩的金色秀髮，身上穿著翠綠的長袍……在她腳邊放著許多綠色和棕色的土陶盆，里面漂浮著美麗的荷花；一時之間，眾人有種她飄浮在荷花池內的感覺。 |
| ——《魔戒現身》 | |

在小說《魔戒》首部曲《魔戒現身》，金莓與她的丈夫再度出場，這對夫婦住在老林內的一棟小屋。當湯姆·龐巴迪將佛羅多、山姆、梅里和皮聘四個哈比人從老柳頭那裡解救出來、並把他們帶到自己的家後，哈比人們首度見到金莓，對她的美麗感到訝異，甚至還一度以為她是一位精靈女王。

## 分析
托爾金曾在信件中表示：金莓代表了河流土地的季節變化。

## 改編描述
在英國廣播公司製作的1955年廣播劇《魔戒》，金莓被改為湯姆·龐巴迪的女兒，當時還在世的托爾金並不認同這種作法。該劇的製作人Terence Tiller後來向托爾金道歉，並表示由於龐巴迪與金莓之間年齡差距太大，無法將他們描繪為一對夫妻。
大部分《魔戒》的改編電影都省略掉了金莓這個角色。《魔戒電影三部曲》導演彼得·傑克森認為龐巴迪和金莓對於推進故事並無必要性，而且會讓電影變得很長。
在電子遊戲《魔戒首部曲：魔戒現身》中，由凱特·索西為金莓配音。
包括艾倫·李、泰德·納史密斯在內的幾位托爾金藝術家都曾描繪過金莓的形象。